# Anomoia modica
Anomoia modica är en tvåvingeart som beskrevs av Erich Martin Hering 1987. Anomoia modica ingår i släktet Anomoia och familjen borrflugor. Inga underarter finns listade i Catalogue of Life.